# Sac de Toulon (1119)
Pour les articles homonymes, voir Sac de Toulon.
Le sac de Toulon a eu lieu en 1119, les pirates barbaresques soutenus par les Almoravides ont attaqué la ville et massacré une partie des habitants et le reste a été emmené captif à Majorque,,.